# 아마추어 천문학

2006년 8월 미국 뉴저지주 델라웨어강변에서 페르세우스자리 유성우를 관측하고 있는 아마추어 천문가들

아마추어 천문학(amateur astronomy), 대중 천문학(popular astronomy), 별바라기(stargazing)란 참여자들이 육안, 쌍안경, 망원경 등을 이용하여 하늘의 천체를 관측하거나 촬영하는 행위다. 이 일을 하는 행위자를 아마추어 천문가(amateur astronomer)라고 한다. 연구에 이바지하는 것이 1차적인 목표는 아니지만 일부 아마추어 천문가들은 시민과학에 기여한다. 아마추어 천문가들이 취미삼아 변광성, 쌍성, 태양흑점 등을 추적하거나 혜성, 격변변광성 같은 일시적 천문현상을 새로이 발견할 수 있다.
아마추어 천문가들은 프로페셔널 천문학자들에 비해서, 천문관측이 그들의 수입원이 되지 않으며 천문관측을 위한 제도직 지원을 받지도 않는다. 천체물리학이나 기타 유관 학문의 학위가 있을 수도 있고 없을 수도 있다. 취미 수준을 뛰어넘어 고도의 경험이 쌓인 아마추어 천문가들은 천문학자들에게 조력하며 함께 일할 수도 있다. 과거에는 모든 천문학 활동이 사람이 직접 하늘을 관측하는 것으로 이루어졌기 때문에 취미천문과 천문학의 차이가 없었다. 양자가 분화되고 명확히 구분되는 것은 천문대 망원경이 대형화, 전산화되고 천문학이 학문적으로 고도화된 20세기 초엽 부터의 일이다.
각국에는 천문학자들의 천문학회와 별도로 아마추어천문학회가 있으며, 이런 조직을 통해 아마추어 천문에 입문하고 교육을 받을 수 있다. 이런 단체에서는 일반 대중에게 천문학을 홍보, 대중화하는 역할도 수행한다.

## 관측 대상
아마추어 천문가들은 다양한 천체들과 현상들을 관측한다. 대체적으로는 달, 행성, 항성, 혜성, 유성우, 그리고 다양한 성운·성단·은하들을 관측한다. 다수의 아마추어 천문가들은 흥미있는 특정 천체, 특별한 종류의 천체, 특별한 천문 현상 등에 전문화되고 싶어한다. 그 한 분야인 아마추어 천문사진은 밤하늘의 사진을 찍는 것으로, 최근에는 높은 품질의 CCD 카메라의 보급으로 아마추어 천문가들에 인기가 있다.
대부분의 아마추어 천문가들은 가시광선의 영역에서 활동하지만, 실험적으로 가시외 영역을 다루기도 한다. 아마추어 전파 천문학의 개척자로서 칼 잔스키(Karl Jansky)는 1930년대에 전파 영역에서 하늘을 관측하였고, 이후 이에 대한 관심이 증가해 왔다. 가시광선 바깥의 영역에는 기존의 망원경에 적외선 필터, 전파 망원경을 사용한 관측이 포함된다. 일부 아마추어 천문가들은 직접 제작한 전파 망원경을 사용하기도 하며, 천문학 연구에 사용되었던 것을 개조하여 사용하기도 한다. 1마일(MRAO) 망원경은 그 한 예이다.

## 관측 도구

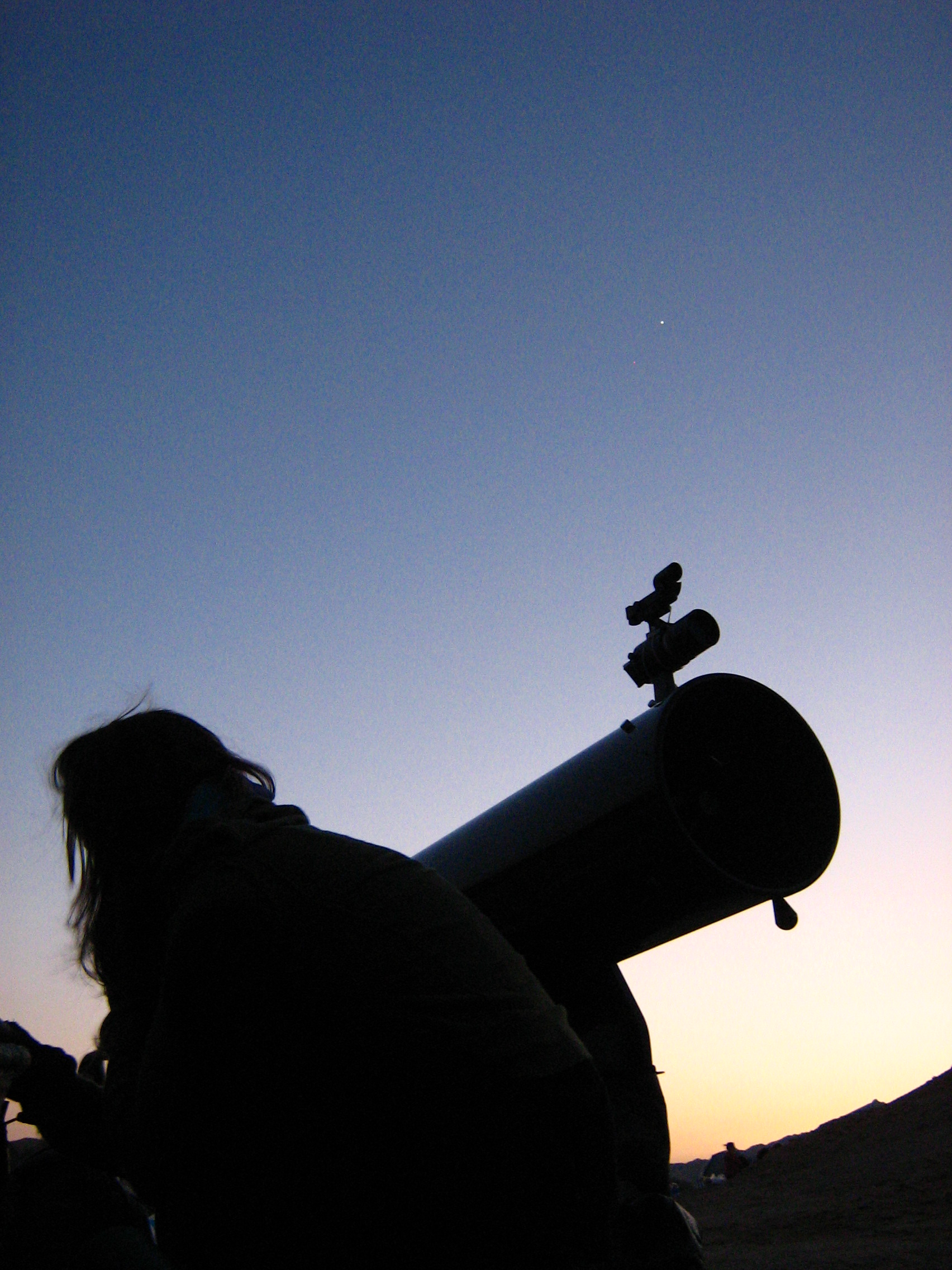

아마추어 천문가들은 각자의 기호와 여건에 따라 하늘을 연구하기 위한 다양한 도구를 사용한다. 관측 방법은 단순히 맨눈으로 밤하늘을 바라보는 것에서, 쌍안경을 이용하거나, 다양한 성능과 품질의 천체망원경을 이용하는 방법, 카메라와 같은 복잡한 장비를 추가하는 방법으로 별빛을 관측한다. 천체망원경을 구입하여 사용하기도 하며, 아마추어 천문가들이 직접 자신의 천체망원경을 자작 또는 의뢰하기도 한다. 사람에 따라서는, 아마추어 천문가로서의 천체망원경의 제작을 가장 흥미있는 일로 주목하기도 한다.
특화되고 숙련된 아마추어 천문가들이 더욱 특화되고 성능이 좋은 장비를 갖추어 왔지만, 경우에 따라서는 상대적으로 간단한 장비가 선호된다. 예를 들면, 쌍안경은 대부분의 천체망원경보다는 배율이 낮지만, 넓은 시야를 제공하며, 이는 일부 천체를 관측하기에는 좋은 조건이 된다.
아마추어 천문가들은 또한 경험과 노력에 따라 성도(星圖, 별자리판)을 사용하기도 한다. 성도는 간단한 평면천체도에서 밤하늘의 특정 영역이 매우 상세하게 그려진 것도 있다. 다양한 천문 프로그램을 구하여 사용할 수도 있다. 그 중에는 성도를 만들어 내는 것, 천문 사진에 도움이 되는 것, 천문현상과 관련된 다양한 계산을 수행하는 것 등이 포함된다.
아마추어 천문가들은 관측 내용을 관측일지의 형식으로 기록하기도 한다. 관측일지는 전형적으로 관측 대상과 시각, 관측된 세부 내용들이 기록된다. 때로는 스케치나 사진이 덧붙여지기도 한다.
인터넷은 아마추어 천문가들에게는 필수적인 도구이다. 거의 대부분의 천문 동아리는 웹사이트를 갖고 있다. 아마추어 천문가들에 CCD 가 널리 보급되어 많은 웹사이트가 그들의 영상과 장비에 대한 내용을 소개하기도 한다. 메일링 리스트나 토론 그룹에서 영향을 주고받기도 한다. 야후나 구글의 그룹에서는 다양한 천문학 리스트를 제공한다. 아마추어 천문학의 홍보나 장비의 거래 등이 인터넷 상에서 이루어진다. 많은 아마추어 천문가들은 인터넷 상의 도구를 사용하여 관측 계획을 세우기도 한다.

## 단체와 활동
전 세계에는 많은 수의 아마추어 천문학 단체들이 있으며, 아마추어 천문학에 관심이 있는 이들의 만남의 장소의 역할을 하고 있다. 참여자들이 갖는 관심의 정도는 서로 다르다. 단체의 성향은 지형, 지역 환경, 규모, 회원들에 따라 달라진다.
규칙적인 모임은 관측회나 발표회 같은 활동을 포함하기도 한다. 천문 단체는 또한 천체망원경 제작 같은 특별한 관심사를 갖는 사람들의 모임의 장소가 된다.

### 한국
기록상으로 한국에는 태양과 천체를 관측하는 직책이 삼국시대부터 있었다. 즉, 아마추어 천문학의 시초는 삼국시대라 할 수 있다. 「혜성가」를 지은 융천사는 그 한 예이다. 조선 시대의 홍대용 또한 전문적인 교육을 받거나 직업으로 천문학을 하지 않은 아마추어 천문가라 할 수 있다. 옛 사람들은 또한 농사나 정세에 관한 점을 치기 위해 천문을 관측하기도 하였다. 오늘날 남아 있는 천상열차분야지도의 많은 수의 필사본은 조선 시대의 일반인들도 천문에 관심이 많았음을 시사해 준다.
근대 이후로는 대한민국에서 1972년 쟈코비니 유성우 관측을 계기로 한국 아마추어 천문학회가 결성되어 관측회와 자작 망원경 전시 등을 활동을 벌였다. 이후로 각 대학별로 천문 동아리가 결성되어 활동하고 있다.

### 일본
일본에서는 취미와 야외활동의 일환으로서 천체 관측이 행하여진다. 관측을 기록으로 남기지 않고 천체를 관측하여 '천체관망', '천체감상'으로도 부른다. 천문대와 박물관이 개최하는 '별의 관찰회(일본어: 星の観察会)'와 캠프에서 별을 관측하는 등, 연구라기보다는 사회교육이나 레크리에이션 같은 측면으로도 행한다. 여름에는 페르세우스자리 유성우나 칠석, 스타위크 등이 지나고 별축제(일본어: 星祭り, 호시 마쓰리)로 불리는, 많은 이들이 모여 별을 보는 관측회가 각지에서 열린다.
또한, 뉴스와 기상정보 등에서 보도되는 천체 현상이 있을 경우에는 각지의 천문연구회 등에서 주최하는 천체관측회가 열리기도 하는 등 여러 사람들이 관측을 한다.
일본 환경성에서는 광공해와 대기 오염에의 관심을 높이기 위해 전국밤하늘계속관찰(일본어: 全国星空継続観察)사업을 매년 여름과 겨울에 2차례 개최하고 있다. 이 밖에도, 천문대를 시작으로 박물관, 플라네타리움에서의 해설, 텔레비전 방송의 출연, 천문잡지와 일반 서적의 저술·감수에 의해 천체 관측이 일반에 보급된다. 특히, 천체 사진 분야에서 활약하는 이들도 많으며, 서적도 다수 출간되어 있다.

## 같이 보기
- 별자리
- 천문학
- 아마추어 천체망원경 제작
- 천체 관측

## 참고 문헌
- “American Association of Variable Star Observers” (영어). AAVSO. 2006년 8월 24일에 확인함.
- “The American Meteor Society” (영어). 2006년 8월 24일에 확인함.
- “The International Occultation Timing Association” (영어). 2006년 8월 21일에 원본 문서에서 보존된 문서. 2006년 8월 24일에 확인함.
- “Edgar Wilson Award” (영어). Harvard-Smithsonian Center for Astrophysics. 2006년 8월 24일에 확인함.